# Жена Потифара
Жена Потифара (жена Пентефрия) — безымянный отрицательный персонаж Ветхого Завета (Быт. 39:1-20), супруга Потифара, хозяина Иосифа, находившегося в египетском рабстве. Купцам отрок был продан собственными братьями — сыновьями Израиля по совету Иуды за 20 сребренников. Потифар-царедворец занимал должность начальника телохранителей фараона (Быт. 39:1). Увидев успехи нового раба, вельможа назначил Иосифа управляющим своего дома.
Не получившая благосклонности Иосифа, супруга Потифара обвинила юношу в попытке изнасилования, показав в доказательство его плащ. За это невиновный еврей был брошен в тюрьму.
Через несколько лет Иосиф истолковал сбывшийся сон фараону, за что был выпущен на волю, назначен визирем. Фараон отдал ему в жёны дочь Потифара-жреца (Быт. 41:45).
Имя эта женщина приобретает в «Заветах Двенадцати патриархов» (апокриф первого века до н. э.) — там её зовут Мемфия и — как вариант: Мемфис.
В средневековых легендах, в частности в мидраше «Sefer haYashar», она названа «Зулейка» (Зулайхо, Зулейха, Селиха, ивр. זליכה‎; Злиха, «соблазнительница»).
Под этим же именем, а также как «Зефира», фигурирует в исламской поэзии, в частности, в поэме Фирдоуси «Юсуф и Зулейка».

## Семья

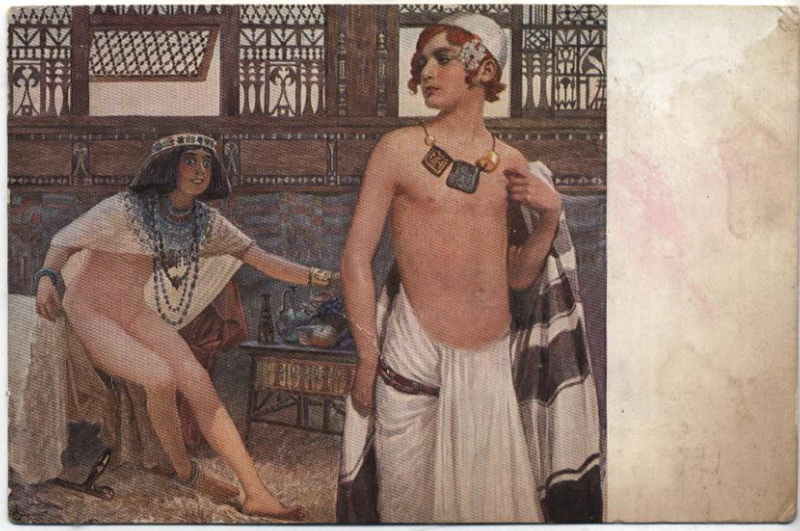
С. Соломко, Иосиф и жена Пентефрия

Потифар, Потифер, Петепре (פּוֹטִיפַר / פּוֹטִיפָר, от егип. p-di-p-r — «принадлежащий Ра (солнцу)») — её супруг, житель Гелиополя (Илиополя, евр. название — Он), царедворец фараона, начальник царских телохранителей (по мидрашу — палачей), которому измаильтяне продали Иосифа, когда тот был привезён в Египет. Потифар поставил Иосифа во главе своего домашнего хозяйства. Прообразом этого персонажа мог быть Ptahwer — офицер при дворе фараона Аменемхета III (ок. 1842—1797 до н. э.).
В дальнейшем, после того как карьера Иосифа при дворе фараона взлетит вверх, правитель дал ему в жёны Асенефу — «дочь Потифера, жреца Илиопольского» (Быт. 41:45). Данный Потифар, может, приходиться тёзкой первому владельцу Иосифа; еврейские толкователи спорили, не являются ли оба этих Потифара одним персонажем.

## История

### Библия

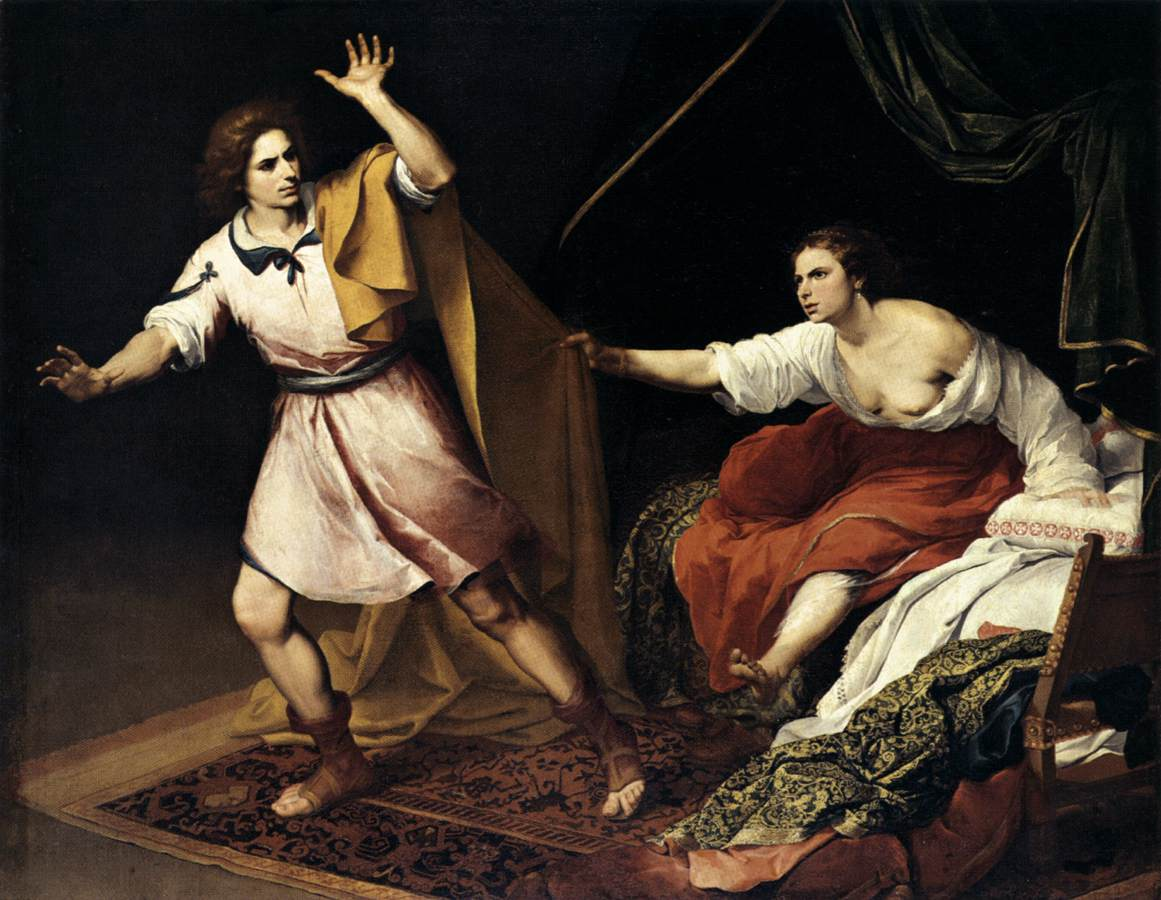
Мурильо. «Иосиф и жена Потифара»

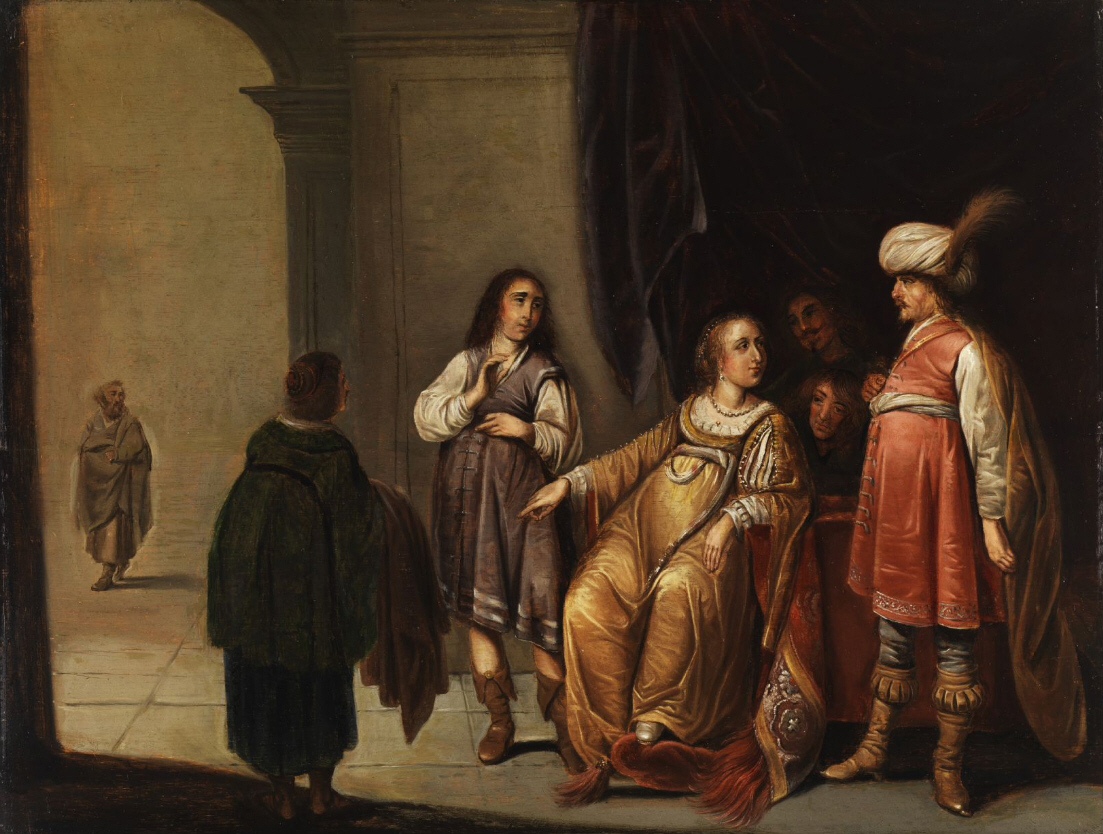
Питер Симонс Поттер. «Жена Потифара обвиняет Иосифа»

- (Быт. 39:1): Иосиф же отведен был в Египет, и купил его из рук Измаильтян, приведших его туда, Египтянин Потифар, царедворец фараонов, начальник телохранителей.
- (39:4): И снискал Иосиф благоволение в глазах его и служил ему. И он поставил его над домом своим, и все, что имел, отдал на руки его.

| (39:6-20): Иосиф же был красив станом и красив лицом. И обратила взоры на Иосифа жена господина его и сказала: — Спи со мной. Но он отказался и сказал жене господина своего: — Вот, господин мой не знает при мне ничего в доме, и все, что имеет, отдал в мои руки; нет больше меня в доме этом; и он не запретил мне ничего, кроме тебя, потому что ты жена ему; как же сделаю я это великое зло и согрешу перед Богом? Когда так она ежедневно говорила Иосифу, а он не слушался её, чтобы спать с ней и быть с ней, случилось в один день, что он вошел в дом делать дело своё, а никого из домашних тут в доме не было; она схватила его за одежду его и сказала: — Ложись со мной. Но он, оставив одежду свою в руках её, побежал и выбежал вон. Она же, увидев, что он оставил одежду свою в руках её и побежал вон, кликнула домашних своих и сказала им так: — Посмотрите, он привел к нам Еврея ругаться над нами. Он пришел ко мне, чтобы лечь со мной, но я закричала громким голосом, и он, услышав, что я подняла вопль и закричала, оставил у меня одежду свою, и побежал, и выбежал вон. И оставила одежду его у себя до прихода господина его в дом свой. И пересказала ему те же слова, говоря: — Раб Еврей, которого ты привел к нам, приходил ко мне ругаться надо мной, но, когда я подняла вопль и закричала, он оставил у меня одежду свою и убежал вон. Когда господин его услышал слова жены своей, которые она сказала ему, говоря: — Так поступил со мной раб твой, то воспылал гневом; и взял Иосифа господин его и отдал его в тюрьму, где заключены узники царя. И был он там в тюрьме. |

### Еврейские легенды

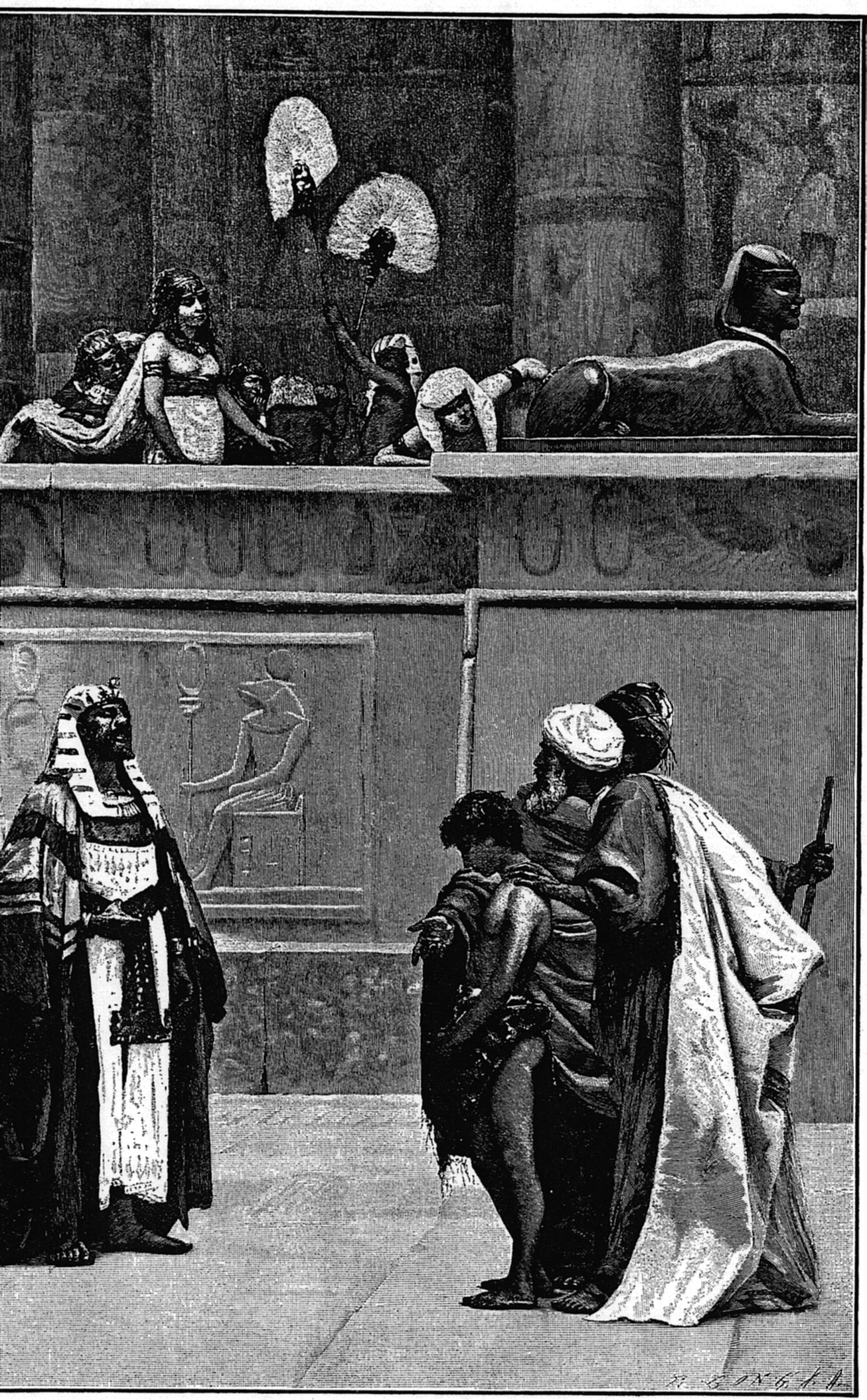
Потифар покупает Иосифа, гравюра А. Фальди

Мидраш «Ноах» рассказывает, что Зулеха, положив глаз на Иосифа, обратилась к астрологам, и те ошеломили её известием, что у неё и Иосифа будут общие потомки.
Другая легенда ещё более подробна: Потифар купил Иосифа за 400 талантов серебра, поскольку хотел сделать его своим наложником — за что его покарал архангел Гавриил, сделав из него евнуха. И лишь после этого эпизода в легенде появляется жена Потифара, которая уже зовется Зулейкой. Иосиф подвергается от неё десяти искушениям:
1. Зулейка грозит ему смертной казнью
2. Зулейка приказывает высечь его плеткой
3. Зулейка обещает Иосифу должность Потифара, если он будет выполнять её желания. Параллельно с этим она расхваливает мужу целомудрие Иосифа, так как хочет отвести от него подозрения, и заверяет Иосифа, что Потифар не верит слухам об их интимной связи.
4. Зулейка обещает Иосифу, что вместе с Потифаром отречется от египетских богов и примет веру праотцев Иосифа. Тот отвечает на это, что его Богу не нужны прелюбодеи
5. Зулейка говорит Иосифу, что убьет мужа и выйдет замуж за Иосифа. Тот отвечает, что в таком случае выдаст её.
6. Зулейка посылает Иосифу угощения с приворотным зельем. Но тому накануне было видение, будто какой-то мужчина с едой передает ему меч, и он отказывается есть. Через некоторое время она спрашивает его об этом угощенье, а Иосиф упрекает её, говоря, что может съесть всё, что угодно, так как Бог защитит его. От этого Зулейка становится больной.
7. Затем Зулейка начала грозить, что повесится, прыгнет в колодец, или бросится в пропасть. Иосиф говорит ей, что «После твоей смерти Астехо, наложница твоего мужа, будет плохо обращаться с твоими детьми и заставит их тебя забыть», из чего Зулейка делает вывод, что он её все-таки любит, так как озабочен судьбой её детей и памятью о ней после смерти.
8. Зулейка принялась восхищаться его красотой, в особенности глазами, на что Иосиф отвечал ей: «Представляю, как ужасны они будут в могиле!». Затем она восхищается его голосом и просит ему спеть под арфу, тот говорит, что его голос красив только когда он поет для Бога, затем она хвалит его волосы, и т. д.
9. Затем она угрожает отдать его под суд, уморить голодом или бросить в темницу. Иосиф отвечал ей постоянно, что Бог всегда ему поможет. Она хочет отправить его на каторгу или выколоть глаза, на что Иосиф говорит, что «Господь открывает глаза слепым».
10. Следом она опять хочет убить мужа, но Иосиф удерживает её.

Когда Иосиф находится в её покоях, она поворачивает идола лицом к стене, чтобы её бог их не видел, Иосиф же отвечает, что его Бог видит все, и зная, за какой мелкий поступок был изгнан из рая Адам, и вспоминая своего брата Рувима, за разврат лишенный права первородства, он боится понести наказание за то, что она ему предлагает.

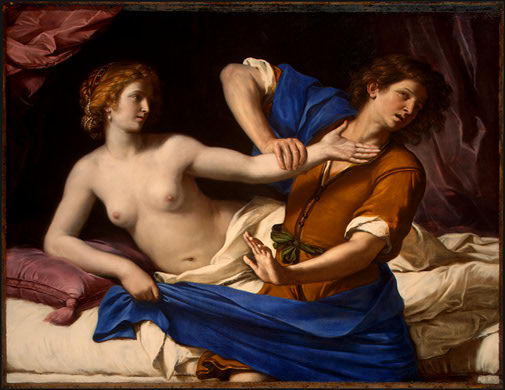
Гверчино. Иосиф и жена Потифара

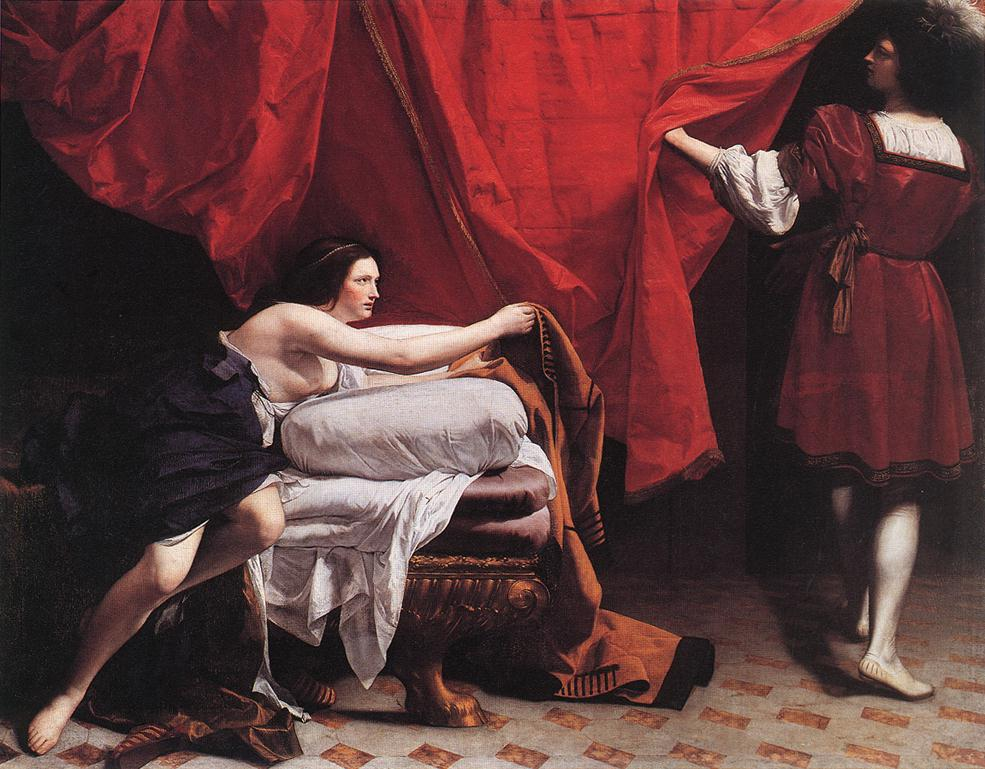
Орацио Джентилески. Иосиф и жена Потифара

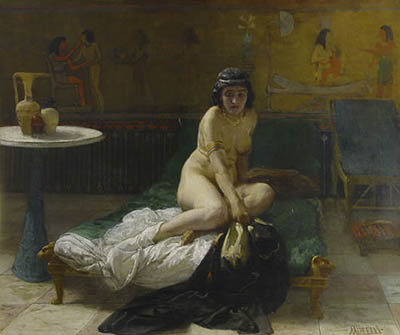
Доменико Морелли. Жена Потифара.

Затем к Зулейке приходят подруги, которые беспокоятся о её здоровье. Она приказывает Иосифу прислуживать при них. Гостьи так поражены его красотой, что порезали себе пальцы. На лицемерное удивление хозяйки они говорят: «Как можно следить за своими пальцами, когда ты показываешь такого божественно прекрасного мужчину!». Когда она жалуется им на его холодность, подруги советуют его соблазнить.
Однажды она обнимает его, но он вырывается и не отвечает на её мольбы. Она преследует его каждый день на протяжении целого года, приказывает надеть ему на шею железный обруч, чтобы он не мог опускать голову и всегда смотрел ей в лицо. Наконец, во время большого праздника, когда никого не было дома (по мидрашу «Ноах» — всенародные гуляния в честь разлива Нила), она сказалась больной, но когда все ушли, поднялась и нарядилась. Когда появился Иосиф, она опять принялась соблазнять его. На мгновение он поколебался, но перед его глазами нарисовалось лицо матери, затем её сестры Лии, наконец — отец. Иаков будто сказал ему: «Имена твоих братьев будут однажды выгравированы на нагруднике первосвященника. Хочешь ли ты, чтобы там стояло и твое имя? Учти, что тот, кто связывается с шлюхами, роняет свою честь!». Он останавливается, а на упрек Зулейки говорит, что увидел своего отца. Она говорит, что в доме нет никого, он же отвечает, что «ты и твой народ не могут это видеть, я же принадлежу к тем, кому это дано».
Другие предания гласят, что Иосиф не испытывал этого минутного колебания, но большинство преданий все же указывают, что когда он вышел из её покоев, его охватило такое вожделение, что он чуть было не вернулся. Но тут появился Бог, держа в руке Камень Основания и сказал: «Не прикасайся к ней, не то я брошу этот камень и мир рухнет». Иосиф испугался, Зулейка же закричала, что если он ослушается её, то умрет, и, выхватив спрятанный меч, приставила его к горлу Иосифа, повторив угрозу. Именно тогда он вырвался из её рук, оставив в её руках свой плащ.
Когда возвращаются подруги, они находят её в горе и советуют ей наговорить на Иосифа. Тогда она снимает весь свой роскошный соблазнительный наряд, ложится в постель и снова притворяется больной. Она приглашает нескольких мужчин и в их присутствии обвиняет Иосифа в попытке изнасилования, предъявив в качестве доказательства его разорванный плащ. Мужчины докладывают об этом Потифару. Мужья её подруг подтверждают её слова о том, что он давно её домогался, как они слышали от супруг. Потифар идет к жене и она вытребывает у него наказание (по преданию, он даёт его после интимной близости). Сначала он хотел его убить, но жена советует бросить в тюрьму, чтобы не потерять на его стоимости — сама же надеется, что в тюрьме Иосиф станет попокладистей.
Потифар приказывает высечь Иосифа, который молит Бога, чтобы тот не дал ему умереть по ложному навету. В этот момент 11-месячный сын Зулейки, доселе всегда молчавший, впервые заговорил, сказав, что его мать лжет и рассказывает, как всё было на самом деле. После этого он опять перестает разговаривать. (По мидрашу «Ноах» — этот ребёнок приемная дочь Потифара Асенефа (Аснат), будущая жена Иосифа, и рассказ её не был связан с чудесами). Удивленный Потифар приказывает прекратить порку. Иосиф предстает перед судьями-жрецами. Они осматривают его платье, и поскольку оно разорвано сзади, а не спереди, они понимают, что оно было порвано, когда он убегал, то есть невиновен. Но они не оправдывают, потому что должны сохранить доброе имя Зулейки. Потифар, уверившийся в его невиновности, извиняется перед ним в тюрьме, говоря, что вынужден это сделать, чтобы не пострадало доброе имя его детей. Иосиф должен отсидеть 10 лет.
Эти еврейские легенды значительно отличаются от рассказа Библии и противоречат друг другу (например, в вопросе полового бессилия Потифара и наличия у него жены с наложницей).

### Коран

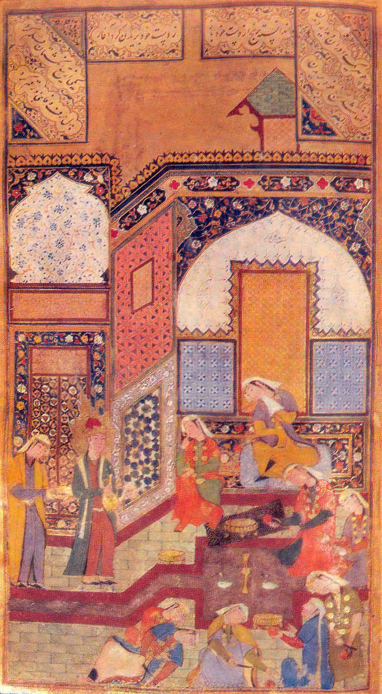
Юсуф перед женщинами Египта, миниатюра к «Юсуфу и Зулейхе» Джами.

Иосифу (Юсуфу, Йусуфу) в Коране посвящена 12-я сура целиком. Имя Потифара или его жены там не упоминается, но рассказывается вся история Иосифа (Юсуфа) — от его снов до эпизода, в котором соблазнительница угощает подруг и те ранят себе ножами руки, причем этот эпизод перенесен на конец, вслед за обвинением в изнасиловании, которое Зулейке, как и в иудейских легендах, не удаётся сделать слишком правдоподобным. Например, родственник жены, который был свидетелем происходящего, рассудил: «Если его рубашка порвана спереди, то она говорит правду, а если сзади, то он говорит правду, а она лжёт». Вельможа увидел, что рубашка Юсуфа разорвана сзади и сказал: «Воистину, всё это — ваши женские козни. Воистину, ваши козни велики! Юсуф, забудь об этом! А ты проси прощения за своё прегрешение, ибо ты совершила грех». В темницу его заключают после того, как гостьи порезали себе руки, восхищённые красотой Юсуфа и стали просить о близости с ним. Юсуф взмолился, чтобы Аллах поместил его в темницу, что Тот исполнил (поместил его туда на время), чтобы просто удержать от женских козней подальше.
Большинство толкователей Корана, трактуя аят, где рассказывается о пророке Юсуфе и Зулейхе пишут, что предстал перед Юсуфом образ отца его, Якуба, кусающий свой палец, что спасло его от соблазна Зулейхи.

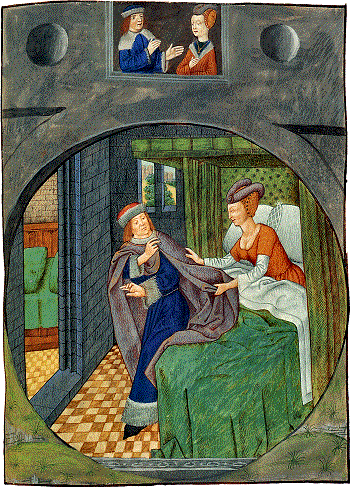
«Иосиф и жена Потифара», миниатюра из «Библии фигурата»

## Толкование
Иоанн Златоуст, рассказывая историю искушения Иосифа, сравнивает его добродетель и мужество с подвигом трёх отроков в пещи вавилонской:

…этот дивный юноша, будучи удержан за одежду этою безчестною и необузданною женщиною, не предался ей, но бежал, оставив даже и одежды в ея руках. И как те три отрока, за свою добродетель получив свыше помощь, явились победителями огня, так и этот за то, что употреблял с своей стороны все усилия и оказывал великое постоянство в подвигах целомудрия, получил и свыше великую помощь, чтобы при содействии десницы Божией одержать эту победу и избежать сетей распутной жены.

Далее святитель пишет, что хотя Иосиф и был лишён своих одежд, но, выбежав от распутной женщины, он облёкся в одежды целомудрия и «бежал, как бы от огня и пламени, не потерпев никакого вреда и не только не будучи опален, но став ещё более чистым и светлым».
Современные исследователи пишут, что в этой истории сталкиваются два мира: крестьянская мораль сравнительно недавно осевших кочевников и изысканная культура египетских городов. В отличие от иудейских праматерей, с их главным стремлением — оставить потомство, в этой библейской истории появляется женский персонаж, цель которого — любовь, наслаждение в чистом виде, а мораль и обязательство перед мужем не имеет никакого значения.
Записанная в XII веке до н. э. древнеегипетская сказка «Повесть о двух братьях» с идентичным сюжетом могла оказать влияние на появление библейской истории об Иосифе и жене Потифара. В древнеегипетском произведении имя неверной жены также не указано.

## В искусстве

### В литературе
Иосиф Флавий придерживается канвы Библии, расцвечивая текст пышными речами. У него страх, что Иосиф расскажет о её домогательствах Потифару (у Флавия — Петепре), заставляет её обвинить юношу. Потифар полностью верит жене.

#### В исламской поэзии
Когда Юсуф правдивый — мир ему! —

Вошел в чертог, как яркий луч во тьму,

Свет полдня пред лицом его померк,

Сердца всех женщин в горе он поверг.

И не могли они ни глаз отвесть

От юноши, ни слова произнесть.

Все, разрезая яблоки, вокруг

Порезали ножами пальцы рук,

И, кровью обливаяся,— взгляни! —

Как мертвые, попадали они.

Очнувшись, видят: от крови мокры

Одежды их, подушки и ковры.

Понуря головы, они тогда

Заплакали от горького стыда,

Так говоря: «Умрем подле тебя!

Ты розой счастья стала, полюбя.

Тебя, невежды, упрекали мы…

Ты видела, чем сами стали мы!»

И Зулейха открыла дверь словам:

«Хоть не пришлось сгорать любовью вам,

Как мне, но сразу вы упали с ног.

А жизнь моя вся — мук сплошной поток!

Палит и жжет мне душу огнь любви,

Объявший твердь и сушу огнь любви —

От рыбы, мир несущий на спине,—

И до звезды, плывущей в вышине,—

Нить и основу в ткани бытия

Связующий! И вот — любовь моя».
Арабская поэзия зовет её Зулейхой или Зефирой. Конфликту между ней и Иосифом посвящены многие сочинения, в которых истории добавляется счастливый конец, самое известное из них — «Юсуф и Зулейха» (1009—1020), написанная Фирдоуси. В поэме она становится женой Юсуфа и ведет праведный образ жизни. У Джами, «Юсуф и Зулейха» (XV век), наоборот — за свою попытку соблазнения и клевету она наказана: на семь лет превращена в слепую страшную старуху. Потом она раскаивается, рассказывает царю о своем проступке, и бросается к его ногам. Её узнают только после того как она принимает истинную веру и от этого к ней возвращается её красота. В конце она — скромная жена Иосифа.
Памятником татарской культуры является поэма Махмуд Касыма «Юсуф и Зулейка», написанная в XIII веке, узбекской — одноимённые произведения Рабгузи и Дурбека. Булгаро-татарский поэт Кул Гали написал поэму «Кысса-и Йусуф» в 1-й половине XIII века.
Всего в литературе востока насчитывается около 150 произведений на эту тему. Исследователи отмечают, что многие детали, общие для этих поэм, но не фигурирующие в Коране, скорее всего ведут своё происхождение из текстов персидского комментатора Корана и историка Ибн Джарира ат-Табари (839—923), писавшего на арабском языке. Ат-Табари — автор многочисленных богословских трудов, среди которых наиболее известен его 30-томный комментарий к Корану под названием «Джами‘ ал-байан фи-т-тафсир ал-кур’ан» («Всеобъемлющие разъяснения к толкованию Корана»).

#### Европейская литература

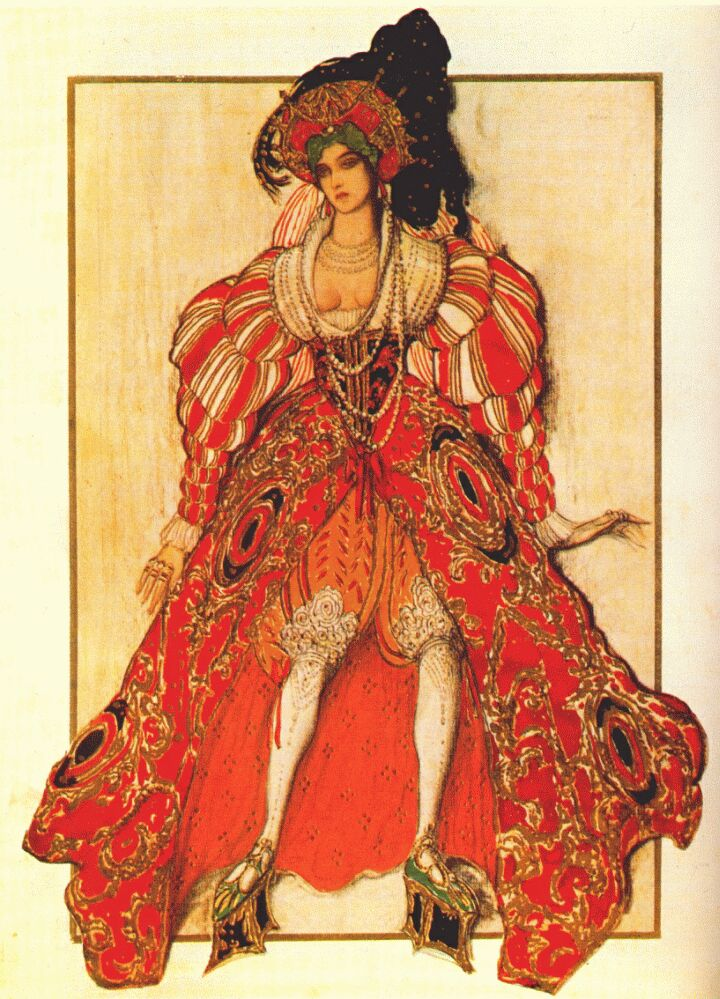
Леон Бакст. Жена Потифара. Эскиз костюма к балету «Легенда об Иосифе»

Европейское Средневековье имеет целый ряд мистерий на этот сюжет, самые известные из них — представления в Лаоне (XIII век), а также «El sueño y venta de José» (XIII—XIV век, Испания). Этой же теме итальянцы посвящали театрализованные представления «Representazione di Giuseppe figliuolo di Giacobbe», «Mistére du vieil testament» (конец XV века).
У Данте жена Потифара осуждена на муки в аду — но не как похотливая женщина, а за лжесвидетельство (8-й круг).
Пандольфо Колленуччио написал драму (1504) на этот сюжет, состоящую в основном из молитв. Микаэль Карваяль, «Tragedia Llamada Josefina» (1546) создает более реалистичное произведение. В это время появляется ряд пьес на латыни и немецком, которые написаны в воспитательных целых и ставят образ Иосифа на пьедестал. Всего в XVI веке известно 25 пьес, написанных об Иосифе. Самая известная из них — драма Дж. Греффа (1534) и латинская пьеса Корнелиуса Крокуса (1535), позже переделанная Тибольтом Гартом (1540) в более жизнерадостное произведение. Георгиус Макропедиус (1544) и Филипп-Никодемус Фришлин (1590) написали мистерии. В 1540 году Якоб Руф, швейцарский драматург, опубликовал полное антипапских интонаций «Великолепное представлние о богобоязненном юноше Иосифе». Испанские авторы создавали вещи, полные поучительности: «Triumfos de José» неизвестного автора, «Josef Salvador de Egipto y triumfos de la inocentia», Хосе де ла Хох и Мота, «Los trabajos de Jacob» Лопе де Вега. Протестантским изгнанником из Богемии Кристианом Вайзе (1642—1707) написана комедия «Триумф целомудрия».

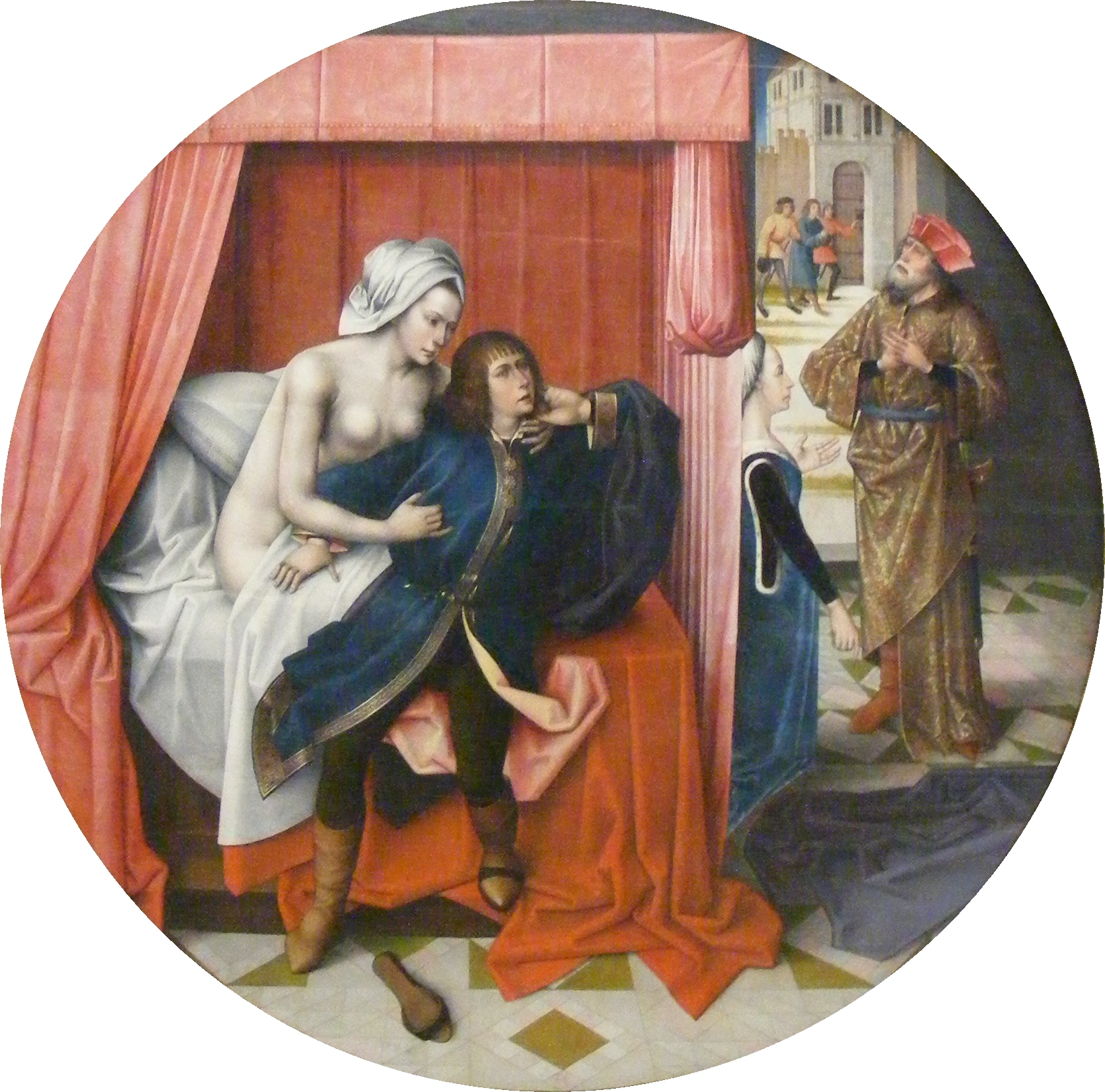
Мастер жития Иосифа. «Иосиф и жена Потифара», ок. 1500

В XVII веке история Иосифа продолжает использоваться, но сюжет соблазнения уходит на второй план, и акцентируется его роль государственного деятеля. Всё же её можно найти в «Истории о смиренном Иосифе» (1667) автора «Симплициссимуса» — Гриммельсхаузена. Он выводит в качестве полноценного персонажа жену Иосифа — Асенефу, которая добродетелью одерживает верх над Селихой, женой Потифара. Ей же посвятил целый роман, озаглавленный «Асенефа» (Assenat. Biblischer Roman, 1670) гамбургский писатель Филипп фон Цезен: Иосиф здесь прообраз Христа, а коварная Зефира — воплощение Сатаны. Роман Иоганна Прокопа Майера называется «История светлейших принцесс Асенефы и Зееры» (1697), и отношения этих двух женщин трактуются как дворцовая интрига (что характерно для этого периода, когда писатели переходят от нравоучительных драм к галантным пьесам-интригам).
XVIII век дал такие произведения, как «Иосиф из древнего Илиополя» (1736), приписывавшийся Гёте, эпос Э.Роу «История Иосифа», и «Иосиф и Зулейка» (1753) Якоба Бодмера, где жена Потифара — женщина с тонкой душой, поддавшаяся нашептываниям дьявола, а просветитель Иосиф спасает её от дьявольского соблазна. Гёте в юности (1763) также обращался к истории Иосифа в прозе, в его сочинении ощущается влияние Клопштока. Упоминает он эту историю и в «Западно-восточном диване». Француз Ж. Битобе в своем романе выводит галантного пастуха, который просто любит другую, и поэтому способен на сопротивление, его соотечественник К. Ж. Дора сделал соблазнительницу чрезвычайно привлекательной, и Иосиф в его трактовке чуть было сам его не совратил. В XIX веке опять тема неактуальна, хотя Киплинг в своей поэме Departmental Ditties о современном ему времени, вывел персонажи, названные Potiphar Cubbins и Zuleika Cubbins.
XX век с удовольствием использует образ соблазнительницы: «Легенда об Иосифе» — балет в постановке М. М. Фокина (1914) на музыку Р. Штрауса (Josephslegende, op. 63, 1912), написанный по заказу С. П. Дягилева для его труппы Русский балет Дягилева. Музыку балета Штрауса использовали многие балетмейстеры в собственных постановках. Драма «Иосиф Победитель» (1919) Макса Херманна-Найсе, эпос «Рога Потифара» (1924) Эмиля Бельцнера. Томас Манн в своём романе «Иосиф и его братья» (1936) подробно разбирает этот сюжет. Героине он дал имя Мут, муж её является евнухом.

### В музыке
- Пантомима Гуго фон Гофмансталя и Г. Графа Кесслера «Легенда об Иосифе», музыка Рихарда Штрауса (1914).
- Эндрю Ллойд Уэббер, мюзикл «Joseph and the Amazing Technicolor Dreamcoat»; 1968. Персонаж носит имя «Миссис Потифар» (Mrs Potiphar).
- По поэме Кул Гали в современном Татарстане поставлен балет «Сказание о Йусуфе» на музыку Леонида Любовского и либретто Рената Хариса.